# تشهار برج السفلي (غرمخان)
تشهار برج السفلی (بالفارسية: چهاربرج سفلی) هي قرية تقع في إيران في قسم غرمخان الريفي. يقدر عدد سكانها بـ 0 نسمة بحسب إحصاء 2016.